# Hewitsonia borealis
Hewitsonia borealis är en fjärilsart som beskrevs av Schultze 1921. Hewitsonia borealis ingår i släktet Hewitsonia och familjen juvelvingar. Inga underarter finns listade i Catalogue of Life.